# NGC 1473
NGC 1473 (również PGC 13853) – galaktyka nieregularna (IBm), znajdująca się w gwiazdozbiorze Węża Wodnego. Odkrył ją John Herschel 2 listopada 1834 roku.